# Guillem Timoner Obrador
Guillem Timoner Obrador   (Felanitx, 24 de març de 1926 - Madrid, 17 d'agost de 2023) fou un ciclista de pista mallorquí que competí entre 1941 i 1968. El seu germà Antoni també fou un ciclista professional. L'any 1983 quan ja portava 15 anys retirat, va tornar a competir i l'any següent va guanyar el Campionat d'Espanya amb 58 anys.
Va destacar en la prova de mig fons darrere motocicleta en la qual va aconseguir en sis ocasions el Campionat del món. Va ser una gesta que cap altre ciclista de l'estat espanyol havia pogut igualar fins que el 16 d'abril de 2006, el també ciclista mallorquí Joan Llaneras aconseguí a Bordeus el seu sisè campionat del món. Va ser també campió d'Europa i 24 cops campió d'Espanya.
A Felanitx, hi ha un pavelló que du el seu nom.

## Palmarès
- 1945

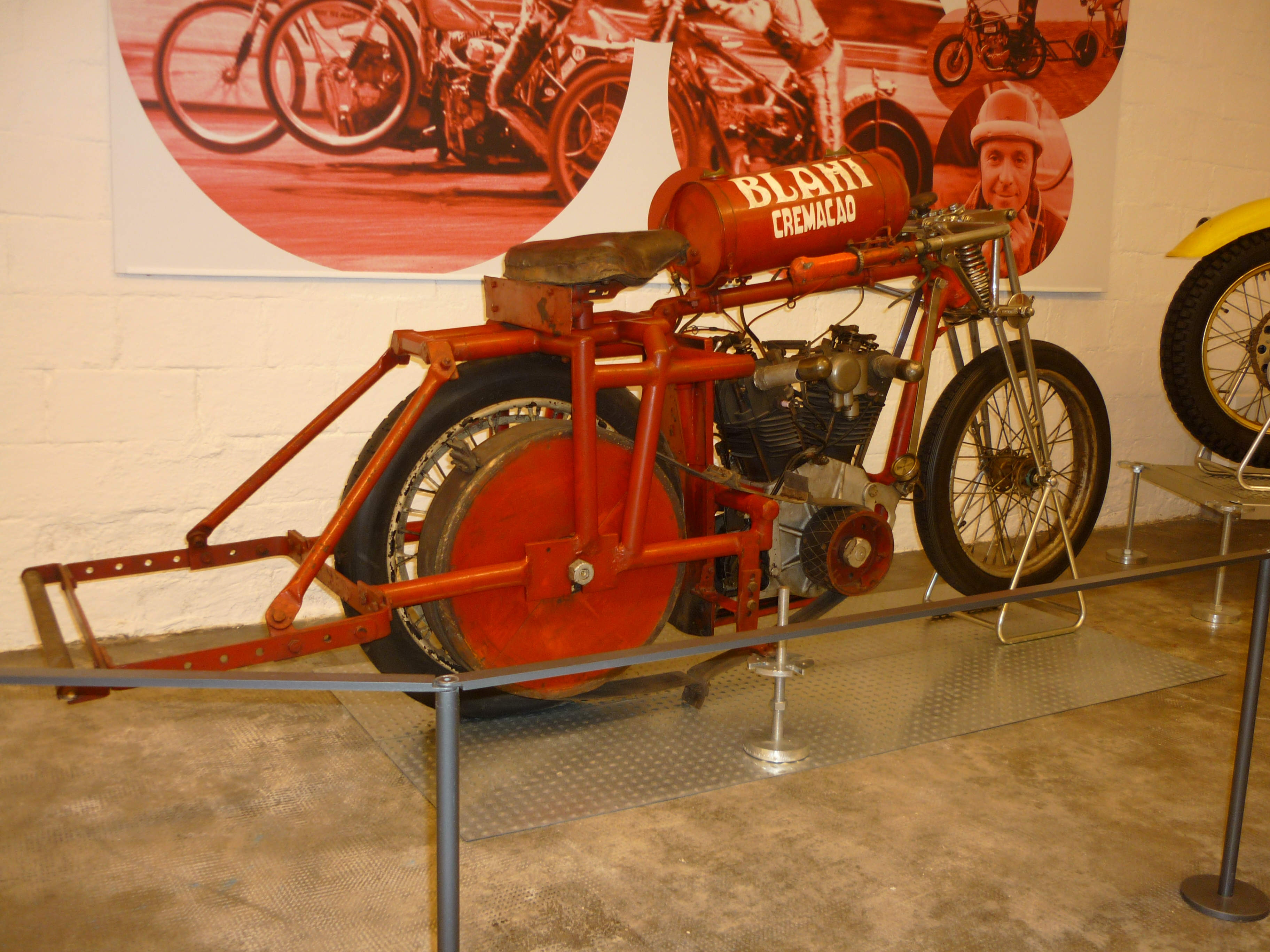
La moto amb què s'entrenava per a proves de ciclisme darrere moto

  -  Campió d'Espanya de Mig fons darrere moto stayer
  -  Campió d'Espanya de Mig fons darrere moto comercial
- 1946
  -  Campió d'Espanya de Mig fons darrere moto stayer
  -  Campió d'Espanya darrere moto comercial
- 1947
  -  Campió d'Espanya de Velocitat
  -  Campió d'Espanya de Mig fons darrere moto stayer
  -  Campió d'Espanya darrere moto comercial
- 1948
  -  Campió d'Espanya de Velocitat
  -  Campió d'Espanya de Mig fons darrere moto stayer
- 1949
  -  Campió d'Espanya de Persecució
  -  Campió d'Espanya de Mig fons darrere moto stayer
  -  Campió d'Espanya de Mig fons darrere moto comercial
- 1950
  -  Campió d'Espanya de Velocitat
  -  Campió d'Espanya de Mig fons darrere moto comercial
- 1951
  -  Campió d'Espanya de Persecució
- 1952
  -  Campió d'Espanya de Mig fons darrere moto comercial
- 1954
  -  Campió d'Espanya de Mig fons darrere moto comercial
- 1955
  -  Campió del món de Mig fons darrere moto
  -  Campió d'Espanya de Mig fons darrere moto comercial
- 1956
  -  Campió d'Espanya de Velocitat
  -  Campió d'Espanya de Persecució
- 1959
  -  Campió del món de Mig fons darrere moto
  -  Campió d'Espanya de Mig fons darrere moto comercial
- 1960
  -  Campió del món de Mig fons darrere moto
- 1961
  -  Campió d'Espanya de Mig fons darrere moto comercial
- 1962
  -  Campió del món de Mig fons darrere moto
  - Campió d'Europa darrere moto comercial
  -  Campió d'Espanya de Mig fons darrere moto comercial
- 1963
  -  Campió d'Espanya de Mig fons darrere moto comercial
- 1964
  -  Campió del món de Mig fons darrere moto
- 1965
  -  Campió del món de Mig fons darrere moto
- 1984
  -  Campió d'Espanya de Mig fons darrere moto stayer